# Македония (1898 – 1899)
Вижте пояснителната страница за други значения на Македония.
„Македония“ е български вестник, редактиран от Георги Капчев и излизал от 1898 до 1899 година.
Отговорен уредник е Максо Ивекович. Капчев започва да издава вестника си в края на ноември 1898 година в Загреб, Австро-Унгария, като част от широката му промакедонска кампания в страната. Печата се в печатницата на Антун Шолц и на Мирко Супрек. В началото на януари 1899 година се установява в Женева, Швейцария и започва да издава вестника си там. Печата го в печатница Реуние.
Вестникът има за цел да информира европейската общественост за положението в Македония и Одринска Тракия. Излизат общо 5 броя.